# Arsukfjorden (film)
Arsukfjorden er en dokumentarfilm fra 1990 instrueret af Claus Bering.

## Handling
Gennem fem måneder, fra april til september, opholder Claus Bering sig i Arsukfjorden. Filmen viser de menneskelige aktiviteter og samfund i fjorden, men især områdets dyreliv med optagelser af havørn, lomvie, moskusokse, polarræv, ravn, fjeldrype, snespurv, gråirsken, laplandsværling og strømand.